# Dichapetalum vitiense
Dichapetalum vitiense är en tvåhjärtbladig växtart som beskrevs av Adolf Engler. Dichapetalum vitiense ingår i släktet Dichapetalum och familjen Dichapetalaceae. Inga underarter finns listade i Catalogue of Life.